# James Roland Walter Parker
James Roland Walter Parker, CMG, OBE (* 20. Dezember 1919; † 17. November 2009 in Somerset, England) war ein britischer Diplomat und Kolonialbeamter, der zwischen 1977 und 1980 Gouverneur der Falklandinseln war.

## Leben
Parker trat am 12. Dezember 1936 in den öffentlichen Dienst ein und wurde zunächst Beamter im Arbeitsministerium. Später wechselte er in das Ministerium für Angelegenheiten des Commonwealth of Nations (Commonwealth Office) und war bis 1967 stellvertretender Hochkommissar in Biafra. Aufgrund seiner dortigen Verdienste wurde er am 1. Januar 1968 Officer des Order of the British Empire (OBE). Zum 8. Dezember 1970 wurde er als Beamter in den diplomatischen Dienst (HM Foreign Service) übernommen.
Er wurde am 26. Mai 1976 Generalkonsul in Durban. Am 30. Dezember 1976 wurde er als Nachfolger von Neville Arthur Irwin French mit Wirkung zum 16. Dezember 1976 zum  Gouverneur der Falklandinseln und Oberkommandierenden der dort stationierten britischen Truppen ernannt. Am 18. Februar 1977 wurde er mit Wirkung vom 7. Februar 1977 auch zum Hohen Kommissar des Britischen Antarktis-Territoriums ernannt. Zum 1. Januar 1978 wurde er Companion des Order of St. Michael and St. George (CMG) ernannt. Sein Nachfolger als Gouverneur der Falklandinseln wurde im Februar 1980 Rex Masterman Hunt.
Die Parker-Halbinsel der Anvers-Insel in der Antarktis ist nach ihm benannt.